# Waghäusel
Waghäusel Város Németországban, azon belül Baden-Württembergben. Lakosainak száma 21 766 fő (2023. december 31.).

## Városrészei

Kirrlach
Waghäusel
Wiesental

## Története
A város területe körülbelül 750 évig a Speyeri Püspökség (Hochstift) része volt. 1806-ban a birodalmi főrendi határozat (Reichsdeputationshauptschluss) alapján a terület a Badeni Nagyhercegséghez csatlakozott.

## Népesség
A település népessége az elmúlt években az alábbi módon változott:
| Lakosok száma | 14 255 | 15 619 | 17 123 | 17 123 | 17 167 | 18 700 | 19 632 | 20 402 | 20 195 | 21 766 |
|               | 1961   | 1967   | 1974   | 1980   | 1987   | 1993   | 2000   | 2006   | 2013   | 2023   |